# 이슌역

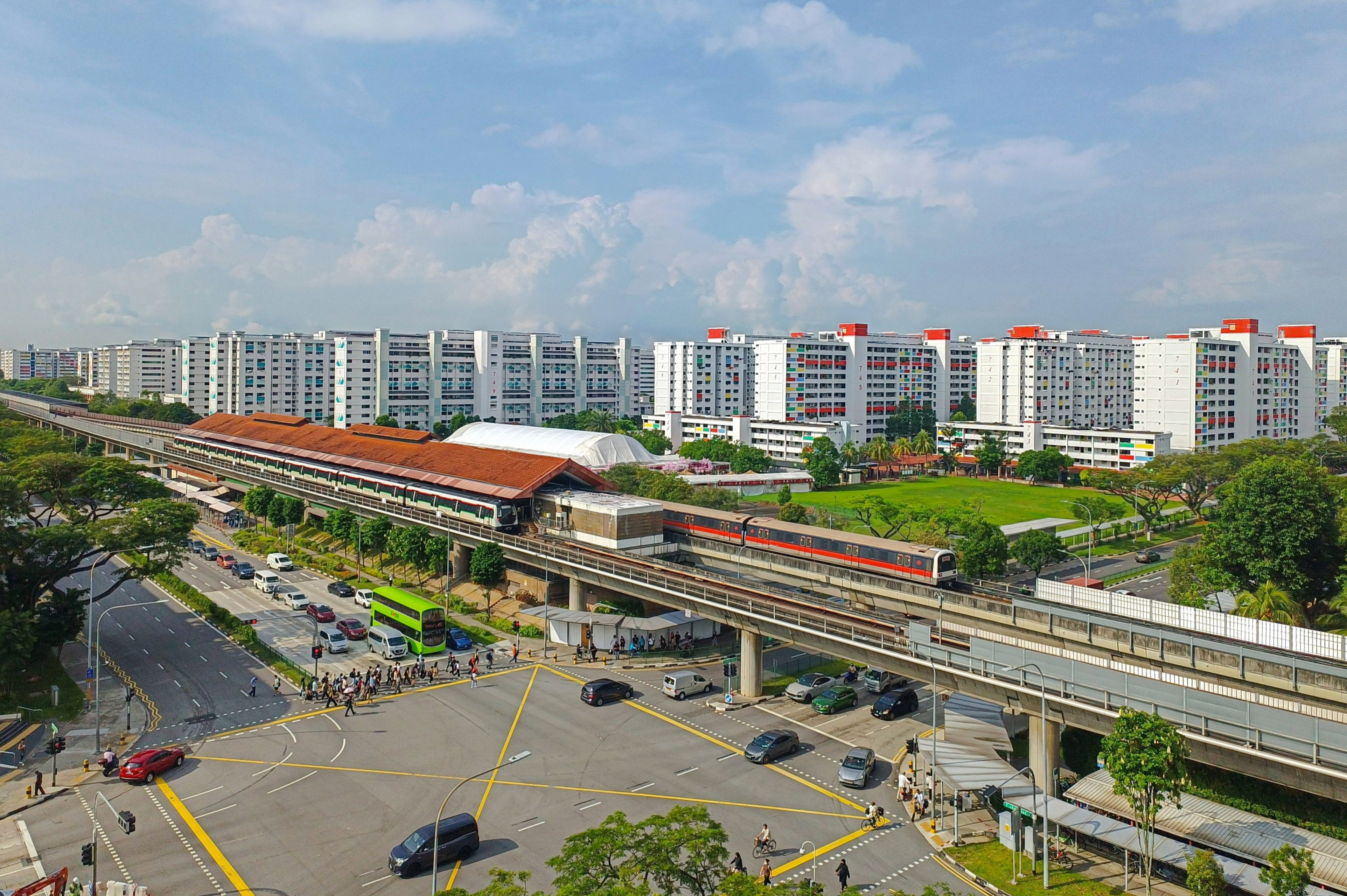

이슌역(Yishun MRT station)은 싱가포르 이슌에 있는 노스사우스선(NSL)의 지상 MRT(Mass Rapid Transit) 역이다. 이 역은 이슌 애비뉴 2와 이슌 애비뉴 5의 교차점에 위치하고 있으며 현재 이슌 뉴 타운을 운행하는 두 개의 MRT 역 중 하나이다. 다른 하나는 카팁역이다.
이슌역은 1988년 12월 20일 완공 당시 NSL의 종착역이었으며, NSL의 우드랜즈 확장이 완료되어 1996년 2월 10일에 개통되었다.